# 今日だけは (五木ひろしの曲)
「今日だけは」（きょうだけは）は、1977年7月1日に発売された五木ひろしのシングルで。

## 解説
作詞山口洋子・作曲小林亜星で、TBS系ドラマ『今日だけは』の主題歌であった。

## 収録曲
- 両楽曲共に、作詞：山口洋子／作曲：小林亜星／編曲：竹村次郎

1. 今日だけは
2. 愛してました